# Antoine Lacassagne
Pour les articles homonymes, voir Lacassagne.
Antoine Marcellin Bernard Lacassagne, né à Villerest le 29 août 1884 et mort à Paris le 16 décembre 1971, est un médecin et biologiste français.

## Biographie
Il est issu d’une famille de médecins. Son père, Alexandre Lacassagne, était médecin militaire et professeur de médecine légale à la faculté de Lyon ; son grand-père, le vénérologue Joseph Rollet (1824-1894) était professeur d’hygiène à la même faculté ; il était le frère aîné du dermato-vénérologue et historien de la médecine Jean Lacassagne (1886-1960) enfin sa sœur Jeanne a épousé le célèbre histologiste Albert Policard.
Après avoir obtenu son baccalauréat à Lyon en 1902, il fait des études de médecine. Il est admis à l’internat en 1908 comme préparateur au laboratoire d’histologie. En 1909 Claudius Regaud lui confie comme sujet de thèse L'Étude de l’action des rayons X et de la radio activité sur le comportement sexuel des lapines. En 1913, il soutient sa thèse de doctorat en médecine : Études histologiques et physiologique des effets produits sur l’ovaire par les rayons X. Claudius Regaud propose alors à Lacassagne de devenir son assistant à Paris, où il vient d’être nommé à la direction de l’Institut du radium aux côtés de Marie Curie. En octobre de cette même année, Lacassagne entre à la section biologie (ou pavillon Pasteur) de l’Institut du radium, où il est s’inscrit au cours de microbiologie.
À la déclaration de guerre de 1914, il est mobilisé sur le front comme médecin militaire auxiliaire. En 1916, il rejoint l'Armée d'Orient. Il est affecté à la base de Corfou, où une épidémie de typhus affecte l’armée serbe. En 1917, il participe au traitement des malades de la grippe espagnole.
En 1919, il reprend son activité au laboratoire Pasteur de l’Institut du radium au côté de Claudius Regaud, avec lequel il forme une équipe qui met au point des techniques de traitement des cancers par les radiations ionisantes. Il invente avec Jeanne Ferrier la méthode d'auto-radiographie. Il est sous-directeur du pavillon Pasteur de 1923 à 1937.
En 1932, il montre que l’injection de la folliculine (œstrogène) à des souris augmente la fréquence des cancers mammaires chez celle-ci. Il ouvre ainsi la voie à une nouvelle thérapie (antiœstrogènes), l’hormonothérapie.
En 1937, il prend la succession de Claudius Regaud à la tête de l'Institut du radium, qu'il dirige jusqu’en 1954. En 1941, il est nommé professeur au Collège de France à la chaire de radiobiologie expérimentale. Il est élu membre de l’Académie de médecine en 1948 et de l’Académie des sciences en 1949.
De 1951 à sa retraite en 1954, il occupe au Collège de France la chaire de médecine expérimentale où ses cours sont consacrés à la cancérologie. En juillet 1957, il est membre invité de la première conférence du Mouvement Pugwash qui lutte pour la paix et contre les armes de destruction massive. Il est membre du Comité de patronage de la Fédération française contre l'armement atomique.
Après le décès de Justin Godart en 1956, il assume la présidence de la Ligue nationale contre le cancer et ceci jusqu'à sa mort par défenestration le 16 décembre 1971. Il laissera trois lettres pour expliquer son suicide, dont une destinée à L'Express qui est publiée et dans laquelle il dit « J'ai fait une erreur de jugement récente à laquelle je ne peux survivre. »
Après de nombreux prix de l’Académie des sciences, il reçoit en 1962 l’un des ceux créés par l’assemblée générale des Nations unies « pour l’ensemble de son œuvre accomplie au cours d’une longue carrière de recherche dans le domaine du cancer et comptant d’importantes contributions intéressant la radiologie en liaison avec le cancer, le rôle des œstrogènes dans l’étiologie des tumeurs mammaires et celui des hydrocarbures dans la cancérogenèse. »

## Décorations
- Commandeur de la Légion d'honneur
- Grand officier de l'ordre national du Mérite (1968)[2]

## Hommages
- Le centre de lutte contre le cancer de Nice porte son nom.
- La promotion 1999 de l'École du service de santé des Armées de Lyon-Bron (école de formation des médecins militaires) porte le nom de son père Alexandre Lacassagne.